# Pteromalus abieticola
Pteromalus abieticola är en stekelart som beskrevs av Julius Theodor Christian Ratzeburg 1848. Pteromalus abieticola ingår i släktet Pteromalus och familjen puppglanssteklar.
Artens utbredningsområde är:
- Österrike.
- Tyskland.
- Ungern.

Inga underarter finns listade i Catalogue of Life.